# 高倉麻子
高倉 麻子（たかくら あさこ、1968年4月19日 - ）は、福島県福島市出身の元サッカー選手、サッカー指導者。中国女子スーパーリーグ・上海盛麗足球倶楽部監督。元サッカー日本女子代表監督。選手時代のポジションはミッドフィールダー。夫はサッカー指導者の竹本一彦。

## 来歴

### 選手時代
福島市立岡山小学校時代、福島市の岡山スポーツ少年団に入団しサッカーを始める。
福島市立福島第三中学校の頃、東京都リーグのFCジンナンに入部。
1983年、15歳の時にサッカー日本女子代表に初選出され、1984年、16歳の時にイタリア戦で代表デビューを果たした。
中学卒業後、福島成蹊女子高（現福島成蹊高等学校）に入学したが女子サッカー部がなかったため、サッカーの練習は男子生徒が多くを占める福島県立福島工業高等学校で練習し、週末は三菱養和クラブに通った。和光大学に入学するまでは週末に東京へ通う生活を送る。
1985年、読売日本サッカークラブ・ベレーザ（現日テレ・ベレーザ）に入団。1989年の第1回日本女子サッカーリーグ（現なでしこリーグ）でリーグ初得点を上げた。
1991年、中国で開催された第1回FIFA女子世界選手権（後の FIFA女子ワールドカップ）に出場した。
1995年、第2回FIFA女子ワールドカップ スウェーデン大会に出場し、ベスト8まで勝ち進んだ。
1996年、アトランタ五輪に出場した。
1999年6月に松下電器女子サッカー部バンビーナへ移籍。これは、読売ベレーザ所属時代に知り合い結婚した竹本一彦がガンバ大阪へ移ったことに伴う。同シーズン終了後、アメリカのシリコンバレー・レッドデビルズ (Silicon Valley Red Devils) に入団するが、ケガのため半年で帰国。バンビーナから名称を変えたスペランツァF.C.高槻に復帰した。
2004年シーズン終了後に現役を引退。公式戦出場226試合は2004年当時歴代1位の記録だった。

### 指導者時代
2011年6月21日、女性では3人目となるJFA 公認S級コーチライセンスを取得。
2013年より2014 FIFA U-17女子ワールドカップを目指すU-16サッカー日本女子代表チーム監督に起用され、2013年10月のAFC U-16女子選手権を制覇してFIFA U-17女子ワールドカップコスタリカ大会への出場権を獲得。
2012年、2013年にアジアサッカー連盟が定める「アジア年間最優秀コーチ（女子の部）」を受賞。
2014年3月、コスタリカで開催された2014 FIFA U-17女子ワールドカップに臨み、グループリーグ、決勝トーナメントを無敗で勝ち上がり、4月4日に行われた決勝戦でスペイン代表に2-0で勝利してU-17女子ワールドカップ初優勝を果たした。
2014年9月より2016 FIFA U-20女子ワールドカップを目指すU-18サッカー女子日本代表監督に就任した。
2014年11月、AFC女子年間最優秀監督に3年連続3度目で選出された。
2015年8月、中国・南京で開催されたAFC U-19女子選手権2015で優勝を果たした。
2015年11月、AFC女子年間最優秀監督に4年連続4度目で選出された。
2016年4月27日、3月に退任した佐々木則夫の後任として、サッカー女子日本代表の監督に就任（U-20代表監督と兼任）。日本では男女のA代表を通じて初の女性監督となった。
代表監督就任後最初の指揮は同年6月にアメリカで行われたアメリカ女子代表との国際親善試合2連戦で、6月2日にコロラド州コマースシティーのディックス・スポーティング・グッズ・パークで行われた第1戦では3-3の引き分け、続く6月5日にオハイオ州クリーブランドのファーストエナジー・スタジアムで行われた第2戦は後半31分に雷雨により中断し、そのまま中止となった。
2017年3月3日に行われたアルガルヴェ・カップ2017第2戦アイスランド女子代表戦を2-0で勝利し、監督就任後5戦目にして初勝利を手にした。大会は最終的に6位で終えた。
2018年4月にヨルダンで開催された2018 AFC女子アジアカップにおいて日本を大会2連覇に導き、A代表就任後初のタイトルを獲得した。また、規定により5位以内のチームに与えられる2019 FIFA女子ワールドカップ フランス大会の出場権を獲得した。
2019年6月の2019 FIFA女子ワールドカップ フランス大会では、決勝トーナメント1回戦でオランダ女子代表に2-1で敗れベスト16で敗退した。
2021年7月の東京オリンピックでは、グループステージを3位で通過するも、準々決勝でスウェーデンに1-3で敗れベスト8で敗退した。
2021年8月31日をもって任期満了で日本女子代表監督を退任した。
2021年11月、東北よりなでしこリーグを目指すプロジェクトを進めている「いわてスポーツプロジェクト」のアドバイザーに就任。岩手より女子サッカーを盛り上げる活動を開始。
2022年12月、中国女子スーパーリーグに所属する上海盛麗足球倶楽部の監督に就任することが発表された。

## 個人成績
| 国内大会個人成績 | 国内大会個人成績                    | 国内大会個人成績 | 国内大会個人成績  | 国内大会個人成績 | 国内大会個人成績 | 国内大会個人成績 | 国内大会個人成績 | 国内大会個人成績 | 国内大会個人成績 | 国内大会個人成績 | 国内大会個人成績 |
| 年度             | クラブ                              | 背番号           | リーグ            | リーグ戦         | リーグ戦         | リーグ杯         | リーグ杯         | オープン杯       | オープン杯       | 期間通算         | 期間通算         |
| 年度             | クラブ                              | 背番号           | リーグ            | 出場             | 得点             | 出場             | 得点             | 出場             | 得点             | 出場             | 得点             |
| 日本             | 日本                                | 日本             | 日本              | リーグ戦         | リーグ戦         | リーグ杯         | リーグ杯         | 皇后杯           | 皇后杯           | 期間通算         | 期間通算         |
| ---------------- | ----------------------------------- | ---------------- | ----------------- | ---------------- | ---------------- | ---------------- | ---------------- | ---------------- | ---------------- | ---------------- | ---------------- |
| 1989             | 読売サッカークラブ 女子・ベレーザ   | 9                | JLSL              | 10               | 5                |                  |                  |                  |                  |                  |                  |
| 1990             | 読売サッカークラブ 女子・ベレーザ   | 9                | JLSL              | 15               | 3                |                  |                  |                  |                  |                  |                  |
| 1991             | 読売サッカークラブ 女子・ベレーザ   | 9                | JLSL              | 18               | 8                |                  |                  |                  |                  |                  |                  |
| 1992             | 読売日本サッカークラブ 女子ベレーザ | 8                | JLSL              | 18               | 4                |                  |                  |                  |                  |                  |                  |
| 1993             | 読売日本サッカークラブ 女子ベレーザ | 8                | JLSL              | 17               | 3                |                  |                  |                  |                  |                  |                  |
| 1994             | 読売西友ベレーザ                    | 6                | L・リーグ         | 18               | 1                |                  |                  |                  |                  |                  |                  |
| 1995             | 読売西友ベレーザ                    | 6                | L・リーグ         | 17               | 1                |                  |                  |                  |                  |                  |                  |
| 1996             | 読売西友ベレーザ                    | 8                | L・リーグ         | 18               | 0                |                  |                  |                  |                  |                  |                  |
| 1997             | 読売西友ベレーザ                    | 8                | L・リーグ         | 18               | 1                |                  |                  |                  |                  |                  |                  |
| 1998             | 読売ベレーザ                        | 8                | L・リーグ         | 18               | 4                |                  |                  |                  |                  |                  |                  |
| 1999             | 松下パナソニック バンビーナ         | 26               | L・リーグ         | 14               | 6                |                  |                  |                  |                  |                  |                  |
| アメリカ         | アメリカ                            | アメリカ         | アメリカ          | リーグ戦         | リーグ戦         | リーグ杯         | リーグ杯         | オープン杯       | オープン杯       | 期間通算         | 期間通算         |
| 2000             | シリコンバレー・レッドデビルズ      |                  | WPSL              |                  |                  |                  |                  |                  |                  |                  |                  |
| 日本             | 日本                                | 日本             | 日本              | リーグ戦         | リーグ戦         | リーグ杯         | リーグ杯         | 皇后杯           | 皇后杯           | 期間通算         | 期間通算         |
| 2001             | スペランツァF.C.高槻                | 23               | L・リーグ         | 3                | 1                |                  |                  |                  |                  |                  |                  |
| 2002             | スペランツァF.C.高槻                | 23               | L・リーグ         | 9                | 3                |                  |                  |                  |                  |                  |                  |
| 2003             | スペランツァF.C.高槻                | 23               | L・リーグ         | 19               | 4                |                  |                  |                  |                  |                  |                  |
| 2004             | スペランツァF.C.高槻                | 8                | L・リーグ1部 (L1) | 14               | 0                |                  |                  |                  |                  |                  |                  |
| 通算             | 日本                                | 日本             | 1部               | 226              | 44               |                  |                  |                  |                  |                  |                  |
| 通算             | アメリカ                            |                  |                   |                  |                  |                  |                  |                  |                  |                  |                  |
| 総通算           |                                     |                  |                   |                  |                  |                  |                  |                  |                  |                  |                  |

## タイトル

### 選手時代

#### クラブ
- 読売サッカークラブ女子・ベレーザ / 読売日本サッカークラブ女子ベレーザ / 読売西友ベレーザ / 読売ベレーザ
  - 日本女子サッカーリーグ：4回 (1990, 1991, 1992, 1993)
  - L・リーグカップ：1回 (1996)
  - 全日本女子サッカー選手権大会：2回 (1994, 1998)

#### 個人
- 日本女子サッカーリーグ最優秀選手賞 (MVP)：2回 （1992年、1993年）
- 日本女子サッカーリーグベストイレブン：7回 （1989年、1991年、1992年、1993年、1994年、1997年、1998年）
- 日本女子サッカーリーグ特別賞：1回（1999年）
- 全日本女子サッカー選手権大会：4回（1988年、1989年、1994年、1998年）
- 全日本女子サッカー選手権大会 最優秀選手賞 (MVP) ：1回（1988年）

### 指導者時代

#### 代表
- U-16日本女子代表
  - AFC U-16女子選手権：1回（2013年)
- U-17日本女子代表
  - FIFA U-17女子ワールドカップ：1回（2014年）
- U-19日本女子代表
  - AFC U-19女子選手権：1回（2015年）
- 日本女子代表
  - AFC女子アジアカップ：1回（2018年）
  - アジア競技大会：1回（2018年）
  - 2020年東京オリンピック

#### 個人
- AFC女子年間最優秀監督：7回（2012年、2013年、2014年、2015年、2017年、2018年、2019年）

## 代表歴
- 1984年10月17日 - 日本女子代表初出場 -  イタリア戦 (西安招待)
- 1986年7月19日 - 日本女子代表初得点 -  イタリア戦 (イタリア国際大会)

### 主な選出歴
- 1983年 日本女子代表初選出
- 1990年 北京アジア大会 銀メダル
- 1991年 第1回FIFA女子世界選手権 中国大会 出場
- 1994年 広島アジア大会 銀メダル
- 1995年 第2回FIFA女子世界選手権 スウェーデン大会 ベスト8
- 1996年 アトランタオリンピック 女子サッカー競技 出場

### 試合数
| 日本代表 | 国際Aマッチ | 国際Aマッチ |
| 年       | 出場        | 得点        |
| -------- | ----------- | ----------- |
| 1984     | 3           | 0           |
| 1986     | 11          | 3           |
| 1987     | 3           | 4           |
| 1988     | 3           | 0           |
| 1989     | 6           | 3           |
| 1990     | 4           | 2           |
| 1991     | 12          | 4           |
| 1993     | 5           | 6           |
| 1994     | 7           | 2           |
| 1995     | 9           | 0           |
| 1996     | 10          | 0           |
| 1999     | 6           | 5           |
| 通算     | 79          | 29          |

- 出典: なでしこジャパン（日本女子代表）試合別出場記録[39]

### 出場
| #  | 開催日         | 開催地                   | 会場                           | 相手                   | 結果        | 監督     | 大会                 |
| -- | -------------- | ------------------------ | ------------------------------ | ---------------------- | ----------- | -------- | -------------------- |
| 1  | 1984年10月17日 | 西安                     |                                | イタリア               | ●0-6        | 折井孝男 | 西安招待             |
| 2  | 1984年10月22日 | 西安                     |                                | オーストラリア         | ●2-6        | 折井孝男 | 西安招待             |
| 3  | 1984年10月24日 | 西安                     |                                | イタリア               | ●1-5        | 折井孝男 | 西安招待             |
| 4  | 1986年01月21日 | ジャカルタ               |                                | インド                 | ●0-1        | 鈴木良平 | スハルト大統領夫人杯 |
| 5  | 1986年01月26日 | ジャカルタ               |                                | インド                 | ○7-0        | 鈴木良平 | スハルト大統領夫人杯 |
| 6  | 1986年07月19日 | イェーゾロ               |                                | イタリア               | ●1-5        | 鈴木良平 | イタリア国際大会     |
| 7  | 1986年07月21日 | イェーゾロ               |                                | メキシコ               | ○3-0        | 鈴木良平 | イタリア国際大会     |
| 8  | 1986年07月26日 | イェーゾロ               |                                | 中国                   | ●1-2        | 鈴木良平 | イタリア国際大会     |
| 9  | 1986年09月18日 | 東京都                   | 国立西が丘サッカー場           | イタリア               | ●1-2        | 鈴木良平 | SEIYU CUP            |
| 10 | 1986年09月23日 | 東京都                   | 国立霞ヶ丘競技場陸上競技場     | イタリア               | ●2-3        | 鈴木良平 | SEIYU CUP            |
| 11 | 1986年12月14日 | 香港                     |                                | 中国                   | ●0-2        | 鈴木良平 | アジア選手権         |
| 12 | 1986年12月18日 | 香港                     |                                | マレーシア             | ○10-0       | 鈴木良平 | アジア選手権         |
| 13 | 1986年12月21日 | 香港                     |                                | タイ                   | ○4-0        | 鈴木良平 | アジア選手権         |
| 14 | 1986年12月23日 | 香港                     |                                | 中国                   | ●0-2        | 鈴木良平 | アジア選手権         |
| 15 | 1987年08月04日 | 台北                     |                                | チャイニーズタイペイ   | ●1-3        | 鈴木良平 | 国際親善試合         |
| 16 | 1987年08月09日 | 高雄                     |                                | チャイニーズタイペイ   | ●1-2        | 鈴木良平 | 国際親善試合         |
| 17 | 1987年12月15日 | 高雄                     |                                | 香港                   | ○5-0        | 鈴木良平 | 中華杯世界大会       |
| 18 | 1988年06月01日 | 広州                     |                                | アメリカ合衆国         | ●2-5        | 鈴木良平 | 広州国際大会         |
| 19 | 1988年06月03日 | 広州                     |                                | チェコスロバキア       | ●1-2        | 鈴木良平 | 広州国際大会         |
| 20 | 1988年06月05日 | 広州                     |                                | スウェーデン           | ●0-3        | 鈴木良平 | 広州国際大会         |
| 21 | 1989年01月12日 | アモイ                   |                                | フィンランド           | ●0-1        | 鈴木良平 | アモイ国際大会       |
| 22 | 1989年01月16日 | アモイ                   |                                | 中国                   | ●0-4        | 鈴木良平 | アモイ国際大会       |
| 23 | 1989年12月02日 | 神奈川県                 | 平塚競技場                     | オーストラリア         | △2-2        | 鈴木保   | プリマカップ         |
| 24 | 1989年12月04日 | 千葉県                   | 習志野市秋津サッカー場         | オーストラリア         | △1-1        | 鈴木保   | プリマカップ         |
| 25 | 1989年12月19日 | 香港                     |                                | インドネシア           | ○11-0       | 鈴木保   | アジア選手権         |
| 26 | 1989年12月24日 | 香港                     |                                | 香港                   | ○14-0       | 鈴木保   | アジア選手権         |
| 27 | 1990年09月06日 | ソウル                   |                                | 韓国                   | ○13-1       | 鈴木保   | 国際親善試合         |
| 28 | 1990年09月09日 | 釜山                     |                                | 韓国                   | ○5-0        | 鈴木保   | 国際親善試合         |
| 29 | 1990年09月27日 | 北京                     |                                | 中国                   | ●0-5        | 鈴木保   | アジア大会           |
| 30 | 1990年10月01日 | 北京                     |                                | 香港                   | ○5-0        | 鈴木保   | アジア大会           |
| 31 | 1991年04月01日 | ヴァルナ                 |                                | フランス               | ●1-3        | 鈴木保   | ヴァルナ国際大会     |
| 32 | 1991年04月03日 | ヴァルナ                 |                                | スウェーデン           | △2-2        | 鈴木保   | ヴァルナ国際大会     |
| 33 | 1991年04月05日 | ヴァルナ                 |                                | ハンガリー             | ○2-0        | 鈴木保   | ヴァルナ国際大会     |
| 34 | 1991年05月26日 | 福岡県                   | 平和台陸上競技場               | 朝鮮民主主義人民共和国 | ○1-0        | 鈴木保   | アジア選手権         |
| 35 | 1991年05月28日 | 福岡県                   | 平和台陸上競技場               | 香港                   | ○4-1        | 鈴木保   | アジア選手権         |
| 36 | 1991年06月03日 | 福岡県                   | 平和台陸上競技場               | シンガポール           | ○10-0       | 鈴木保   | アジア選手権         |
| 37 | 1991年06月06日 | 福岡県                   | 東平尾公園博多の森陸上競技場   | チャイニーズタイペイ   | △0-0(PK5-4) | 鈴木保   | アジア選手権         |
| 38 | 1991年06月08日 | 福岡県                   | 東平尾公園博多の森陸上競技場   | 中国                   | ●0-5        | 鈴木保   | アジア選手権         |
| 39 | 1991年08月21日 | 大連                     |                                | 中国                   | △0-0        | 鈴木保   | 国際親善試合         |
| 40 | 1991年11月17日 | 仏山                     |                                | ブラジル               | ●0-1        | 鈴木保   | 世界選手権           |
| 41 | 1991年11月19日 | 仏山                     |                                | スウェーデン           | ●0-8        | 鈴木保   | 世界選手権           |
| 42 | 1991年11月21日 | 仏山                     |                                | アメリカ合衆国         | ●0-3        | 鈴木保   | 世界選手権           |
| 43 | 1993年12月04日 | クチン                   |                                | チャイニーズタイペイ   | ○6-1        | 鈴木保   | アジア選手権         |
| 44 | 1993年12月06日 | クチン                   |                                | フィリピン             | ○15-0       | 鈴木保   | アジア選手権         |
| 45 | 1993年12月08日 | クチン                   |                                | 香港                   | ○4-0        | 鈴木保   | アジア選手権         |
| 46 | 1993年12月10日 | クチン                   |                                | 中国                   | ●1-3        | 鈴木保   | アジア選手権         |
| 47 | 1993年12月12日 | クチン                   |                                | チャイニーズタイペイ   | ○3-0        | 鈴木保   | アジア選手権         |
| 48 | 1994年08月20日 | ドブニッツア             |                                | スロバキア             | ○2-0        | 鈴木保   | スロバキア国際大会   |
| 49 | 1994年08月21日 | ドブニッツア             |                                | オーストリア           | ○1-0        | 鈴木保   | スロバキア国際大会   |
| 50 | 1994年09月27日 | 東京都                   | 国立霞ヶ丘競技場陸上競技場     | オーストラリア         | △2-2        | 鈴木保   | 国際親善試合         |
| 51 | 1994年10月04日 | 広島県                   | 福山市竹ヶ端運動公園陸上競技場 | 韓国                   | ○5-0        | 鈴木保   | アジア大会           |
| 52 | 1994年10月06日 | 広島県                   | 福山市竹ヶ端運動公園陸上競技場 | チャイニーズタイペイ   | ○3-0        | 鈴木保   | アジア大会           |
| 53 | 1994年10月10日 | 広島県                   | 福山市竹ヶ端運動公園陸上競技場 | 中国                   | △1-1        | 鈴木保   | アジア大会           |
| 54 | 1994年10月12日 | 広島県                   | 福山市竹ヶ端運動公園陸上競技場 | 中国                   | ●0-2        | 鈴木保   | アジア大会           |
| 55 | 1995年05月05日 | 東京都                   | 国立西が丘サッカー場           | カナダ                 | ○1-0(延長V) | 鈴木保   | ICE BOX CUP          |
| 56 | 1995年06月05日 | カールスタード           |                                | ドイツ                 | ●0-1        | 鈴木保   | 世界選手権           |
| 57 | 1995年06月07日 | カールスタード           |                                | ブラジル               | ○2-1        | 鈴木保   | 世界選手権           |
| 58 | 1995年06月09日 | ヴェステロース           |                                | スウェーデン           | ●0-2        | 鈴木保   | 世界選手権           |
| 59 | 1995年06月13日 | イェヴレ                 |                                | アメリカ合衆国         | ●0-4        | 鈴木保   | 世界選手権           |
| 60 | 1995年09月22日 | コタ・キナバル           |                                | 韓国                   | ○1-0        | 鈴木保   | アジア選手権         |
| 61 | 1995年09月27日 | コタ・キナバル           |                                | ウズベキスタン         | ○17-0       | 鈴木保   | アジア選手権         |
| 62 | 1995年09月30日 | コタ・キナバル           |                                | チャイニーズタイペイ   | ○3-0        | 鈴木保   | アジア選手権         |
| 63 | 1995年10月02日 | コタ・キナバル           |                                | 中国                   | ●0-2        | 鈴木保   | アジア選手権         |
| 64 | 1996年05月11日 | セイラム                 |                                | 中国                   | ●0-3        | 鈴木保   | US女子カップ         |
| 65 | 1996年05月16日 | ホットボロー             |                                | アメリカ合衆国         | ●0-4        | 鈴木保   | US女子カップ         |
| 66 | 1996年05月18日 | ワシントン               |                                | カナダ                 | △0-0(PK4-3) | 鈴木保   | US女子カップ         |
| 67 | 1996年05月26日 | 東京都                   | 国立霞ヶ丘競技場陸上競技場     | デンマーク             | △1-1        | 鈴木保   | 国際親善試合         |
| 68 | 1996年05月29日 | 福岡県                   | 東平尾公園博多の森球技場       | デンマーク             | ●3-4        | 鈴木保   | 国際親善試合         |
| 69 | 1996年07月10日 | フォート・ローダーデール |                                | オーストラリア         | △2-2        | 鈴木保   | 国際親善試合         |
| 70 | 1996年07月15日 | フォート・ローダーデール |                                | スウェーデン           | ●1-3        | 鈴木保   | 国際親善試合         |
| 71 | 1996年07月21日 | バーミンガム             |                                | ドイツ                 | ●2-3        | 鈴木保   | オリンピック         |
| 72 | 1996年07月23日 | バーミンガム             |                                | ブラジル               | ●0-2        | 鈴木保   | オリンピック         |
| 73 | 1996年07月25日 | ワシントン               |                                | ノルウェー             | ●0-4        | 鈴木保   | オリンピック         |
| 74 | 1999年11月08日 | イロイロ                 |                                | タイ                   | ○9-0        | 鈴木保   | アジア選手権         |
| 75 | 1999年11月10日 | イロイロ                 |                                | ウズベキスタン         | ○5-1        | 鈴木保   | アジア選手権         |
| 76 | 1999年11月12日 | バロタク                 |                                | ネパール               | ○14-0       | 鈴木保   | アジア選手権         |
| 77 | 1999年11月14日 | イロイロ                 |                                | フィリピン             | ○6-0        | 鈴木保   | アジア選手権         |
| 78 | 1999年11月19日 | バコロド                 |                                | チャイニーズタイペイ   | ●0-2        | 鈴木保   | アジア選手権         |
| 79 | 1999年11月21日 | バコロド                 |                                | 朝鮮民主主義人民共和国 | ●2-3        | 鈴木保   | アジア選手権         |

### ゴール
| #  | 開催年月日     | 開催地     | 対戦国               | 勝敗   | 試合概要                     |
| -- | -------------- | ---------- | -------------------- | ------ | ---------------------------- |
| 1  | 1986年7月19日  | イェーゾロ | イタリア             | ● 1-5  | イタリア国際大会             |
| 2  | 1986年12月18日 | 香港       | マレーシア           | ○ 10-0 | 1986 AFC女子選手権           |
| 3  | 1986年12月18日 | 香港       | マレーシア           | ○ 10-0 | 1986 AFC女子選手権           |
| 4  | 1987年8月4日   | 台北       | チャイニーズタイペイ | ● 1-3  | 国際親善試合                 |
| 5  | 1987年12月15日 | 高雄       | 香港                 | ○ 5-0  | 中華杯世界大会               |
| 6  | 1987年12月15日 | 高雄       | 香港                 | ○ 5-0  | 中華杯世界大会               |
| 7  | 1987年12月15日 | 高雄       | 香港                 | ○ 5-0  | 中華杯世界大会               |
| 8  | 1989年12月19日 | 香港       | インドネシア         | ○ 11-0 | 1989 AFC女子選手権           |
| 9  | 1989年12月19日 | 香港       | インドネシア         | ○ 11-0 | 1989 AFC女子選手権           |
| 10 | 1989年12月19日 | 香港       | インドネシア         | ○ 11-0 | 1989 AFC女子選手権           |
| 11 | 1990年9月6日   | ソウル     | 韓国                 | ○ 13-1 | 国際親善試合                 |
| 12 | 1990年9月6日   | ソウル     | 韓国                 | ○ 13-1 | 国際親善試合                 |
| 13 | 1991年4月5日   | ヴァルナ   | ハンガリー           | ○ 2-0  | 第４回ヴァルナ国際女子大会   |
| 14 | 1991年5月28日  | 福岡県     | 香港                 | ○ 4-1  | 1991 AFC女子選手権           |
| 15 | 1991年5月28日  | 福岡県     | 香港                 | ○ 4-1  | 1991 AFC女子選手権           |
| 16 | 1991年6月3日   | 福岡県     | シンガポール         | ○ 10-0 | 1991 AFC女子選手権           |
| 17 | 1993年12月4日  | クチン     | チャイニーズタイペイ | ○ 6-1  | 1993 AFC女子選手権           |
| 18 | 1993年12月4日  | クチン     | チャイニーズタイペイ | ○ 6-1  | 1993 AFC女子選手権           |
| 19 | 1993年12月6日  | クチン     | フィリピン           | ○ 15-0 | 1993 AFC女子選手権           |
| 20 | 1993年12月6日  | クチン     | フィリピン           | ○ 15-0 | 1993 AFC女子選手権           |
| 21 | 1993年12月8日  | クチン     | 香港                 | ○ 4-0  | 1993 AFC女子選手権           |
| 22 | 1993年12月10日 | クチン     | 中国                 | ● 1-3  | 1993 AFC女子選手権           |
| 23 | 1994年9月27日  | 東京都     | オーストラリア       | △ 2-2  | 1994年アジア競技大会壮行試合 |
| 24 | 1994年10月6日  | 広島県     | チャイニーズタイペイ | ○ 3-0  | 1994年アジア競技大会         |
| 25 | 1999年11月8日  | イロイロ   | タイ                 | ○ 9-0  | 1999 AFC女子選手権           |
| 26 | 1999年11月8日  | イロイロ   | タイ                 | ○ 9-0  | 1999 AFC女子選手権           |
| 27 | 1999年11月10日 | イロイロ   | ウズベキスタン       | ○ 5-1  | 1999 AFC女子選手権           |
| 28 | 1999年11月12日 | バロタク   | ネパール             | ○ 14-0 | 1999 AFC女子選手権           |
| 29 | 1999年11月12日 | バロタク   | ネパール             | ○ 14-0 | 1999 AFC女子選手権           |

- 出典: なでしこジャパン（日本女子代表）試合別出場記録[39]

## 指導歴
- 1994年 - 1999年 ヴェルディサッカースクール
- 2006年 - 豊島園ママさんサッカースクール
- 2007年 - フットボールコミュニティサッカースクール
- 2007年 - 埼玉フットボールスクール
- 2007年 - JFAナショナルコーチングスタッフ
  - 2007年 - 2008年 ナショナルトレセン コーチ [女子担当] 全体
- 2008年 U-13日本女子選抜 監督
- 2008年 なでしこチャレンジプロジェクト 監督・コーチ
- 2009年 ナショナルトレセン コーチ [女子担当] 関東
- 2009年 JFAエリートプログラム [女子] 監督
- 2009年 U-14日本女子選抜 監督
- 2009年  U-16日本女子代表 コーチ
- 2009年 なでしこチャレンジプロジェクト コーチ
- 2013年  U-16日本女子代表 監督
- 2014年  U-17日本女子代表 監督
- 2014年  U-18日本女子代表 監督
- 2015年  U-19日本女子代表 監督
- 2016年  U-20日本女子代表 監督
- 2016年  U-23日本女子代表 監督
- 2016年 - 2021年  日本女子代表 監督（2016年はU-20女子代表監督と兼任）
- 2023年 - 現在  上海盛麗足球倶楽部（中国語版）

## 著書
- 2012年 なでしこサッカー 世界の頂点へ（愛育社）ISBN 978-4750004129
- 2018年 個を生かし和を奏でる: 世界一に挑む45の流儀（徳間書店）ISBN 978-4198645922